# Всеобщие выборы в Кении (1979)
Всеобщие выборы в Кении прошли 8 ноября 1979 года. В это время в Кении была установлена де-факто однопартийная система с Национальным союзом африканцев Кении, бывшей единственной партией, которая могла участвовала в выборах.
На 158 мест Национальной ассамблеи претендовало 742 кандидатов, представлявших единственную существовавшую партию. В результате более 50 % депутатов предыдущего парламента, включая семь министров правительства, не были переизбраны. Явка избирателей составила 67,3 %. Хотя президент Кении должен был быть избран в то же время, что и Национальная ассамблея, единственным кандидатом был президент Дэниэл арап Мои, который в результате был избран автоматически без проведения формального голосования, как и на предыдущих выборах. После выборов президент Кениата назначил ещё 12 членов.

## Результаты
| Партия                               | Голоса    | %     | Места | +/− |
| ------------------------------------ | --------- | ----- | ----- | --- |
| Национальный союз африканцев Кении   | 3 733 537 | 100   | 158   | 0   |
| Недействительных/пустых бюллетеней   | 58 956    | -     | -     | -   |
| Назначенные члены                    | −         | −     | 12    | −   |
| Всего                                | 3 792 493 | 100   | 170   | 0   |
| Зарегистрированных избирателей/ Явка | 5 602 110 | 67,69 | -     | -   |
| Источник: IPU                        |           |       |       |     |